# Madge Sinclair

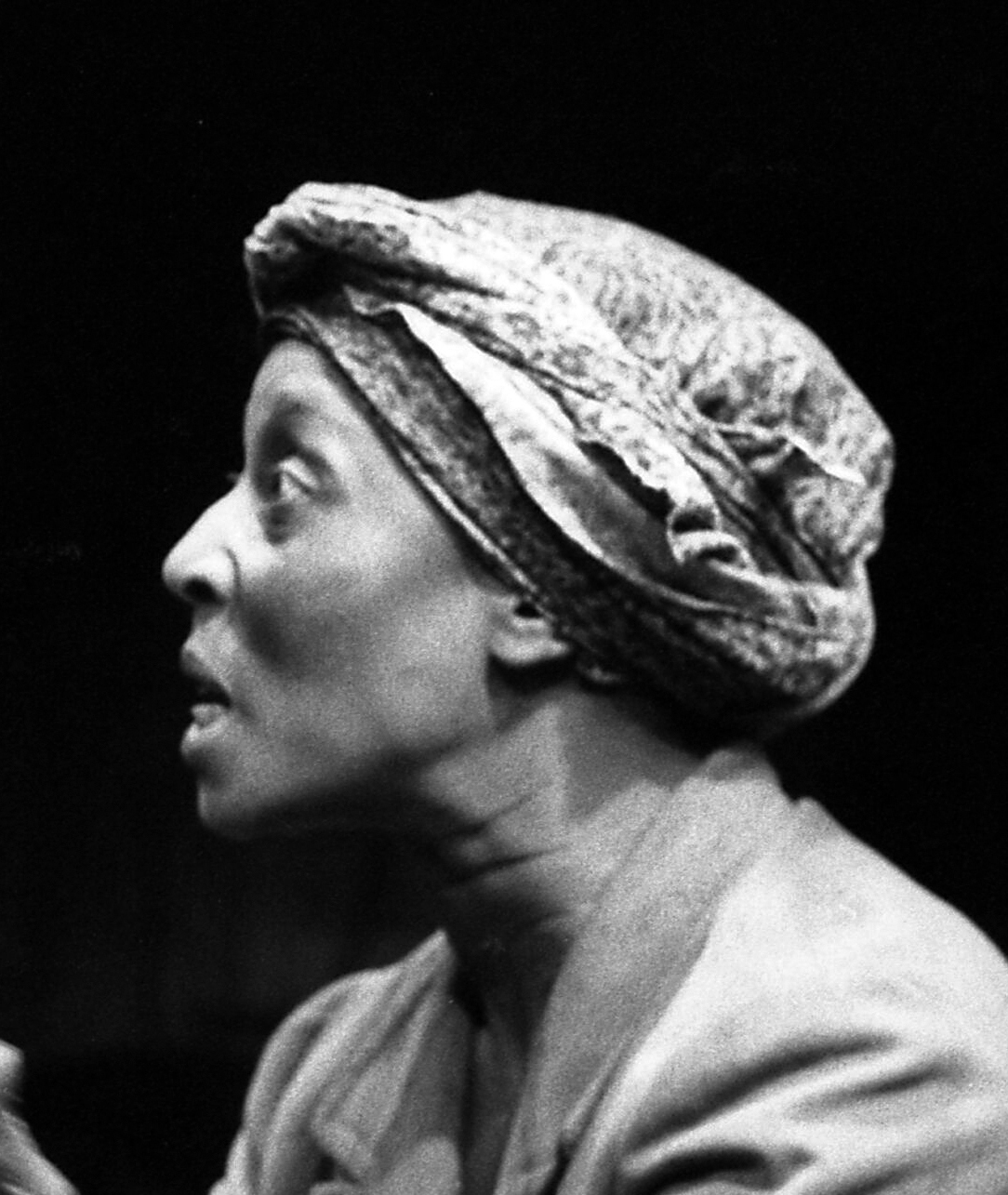
Madge Sinclair auf der Theaterbühne (1986)

Madge Dorita Sinclair (* 28. April 1938 in Kingston, Jamaika als Madge Walters; † 20. Dezember 1995 in Los Angeles, Kalifornien) war eine US-amerikanische Film- und Theaterschauspielerin.

## Leben
Sinclair war eine Schauspielschülerin, die nach ihrem Abschluss an einer Schauspielschule ihre berufliche Karriere zurückstellte, da sie bereits früh den jamaikanischen Polizisten Royston Sinclair heiratete. Sie arbeitete lange Jahre als Lehrerin und bekam im Lauf der Zeit zwei Söhne von Sinclair. 1968 verließ sie ihre Familie und zog nach New York City, um dort ihren Traum von der Schauspielerei zu verwirklichen. 1969 erfolgte die Scheidung.
Um sich finanziell über Wasser halten zu können, arbeitete Sinclair als Fotomodell und trat später beim New York Shakespearean Festival auf. Trotz der begrenzten Möglichkeiten, die schwarze Schauspieler Ende der 1960er Jahre sowie zu Beginn der 1970er Jahre hatten, gelang es Sinclair, auch in Joseph Papps Theater und der Brooklyn Academy of Music aufzutreten.
1972 stand sie als Hauptdarstellerin des 35-minütigen Kurzfilms The Witches of Salem: The Horror and the Hope erstmals vor der Kamera. Zu ihren bekanntesten Filmen zählten die Miniserie Roots von 1977, das Roadmovie Convoy aus dem Jahr 1978 sowie die 1988 produzierte Filmkomödie Der Prinz aus Zamunda.
Hervorzuheben ist auch der Science-Fiction-Film Star Trek IV: Zurück in die Gegenwart, in dem Sinclair 1986 mit dem Captain der U.S.S. Saratoga den ersten weiblichen Captain der Star-Trek-Geschichte verkörperte.
Madge Sinclair fand in dem Schauspieler Dean Compton ihren zweiten Ehemann, sie heiratete ihn am 18. August 1982.
In den frühen 1980er Jahren wurde bei ihr Leukämie diagnostiziert, eine Krankheit, an der sie 1995 im 58. Lebensjahr verstarb.

## Filmografie (Auswahl)

### Spielfilme
- 1974: Abschied von einer Insel (Conrack)
- 1974: Cracks
- 1976: Leadbelly
- 1978: Convoy
- 1978: Uncle Joe Shannon
- 1986: Star Trek IV: Zurück in die Gegenwart (Star Trek IV: The Voyage Home)
- 1988: Der Prinz aus Zamunda (Coming to America)

### Fernsehserien
- 1974: Die Waltons (The Waltons)
- 1974: Medical Center
- 1977: Roots
- 1977: Serpico
- 1979: Trapper John, M.D.
- 1979: The White Shadow
- 1987: Mathnet
- 1988: Ohara
- 1989: Roseanne
- 1989: Der Nachtfalke (Midnight Caller)
- 1990–1991: Gabriel’s Fire
- 1992: Geschichten aus der Gruft (Tales from the Crypt)
- 1992: L.A. Law – Staranwälte, Tricks, Prozesse ( L.A. Law)
- 1993: Raumschiff Enterprise: Das nächste Jahrhundert (Star Trek: The Next Generation), Episode Das Interface (Interface)
- 1994–1995: Me and the Boys
- 1995: Dream On

### Fernsehfilme
- 1976: Almos’ a Man (Kurzfilm)
- 1977: One in a Million: The Ron LeFlore Story
- 1979: I Know Why the Caged Bird Sings
- 1980: Weiße Hölle
- 1980: Jimmy B. & André
- 1978: The Rag Tag Champs (Junge Schicksale)
- 1980: Das Guayana-Massaker
- 1982: Victims – Eine Frau nimmt Rache
- 1984: Backwards: The Riddle of Dyslexia (Junge Schicksale)
- 1987: Look Away
- 1988: Divided We Stand
- 1992: Jonathan – Leben gegen jede Chance

### Synchronisation
- 1994: Der König der Löwen (The Lion King)

## Auszeichnungen
- fünf Emmy-Nominierungen, einmal ausgezeichnet